# Manuel Arellano
Manuel Arellano (* 19. Juni 1957 in Elda, Alicante) ist ein spanischer Wirtschaftswissenschaftler.

## Werdegang, Forschung und Lehre
Arellano studierte an der Universität Barcelona, an der er 1979 als Lizenziat in Wirtschaftswissenschaft graduierte. Anschließend ging er an die London School of Economics and Political Science, an der er 1982 als Master of Science in Ökonometrie und Wirtschaftsmathematik abschloss. 1985 schloss er an der Hochschule sein Ph.D.-Studium unter Anleitung von Denis Sargan ab.
Zunächst arbeitete Arellano als Research Lecturer an der University of Oxford, ehe er 1989 als Lecturer an die LSE zurückkehrte. 1991 wurde er als ordentlicher Professor ans neu gegründete CEMFI nach Madrid berufen. Er visitierte unter anderem am Nuffield College in Oxford, der University of Cambridge, an der Universität Pompeu Fabra in Barcelona, der Brown University in Providence, Rhode Island, und dem University College London.
Arellano saß 2003 der spanischen ökonomischen Vereinigung vor, 2013 war er Präsident der europäischen Ökonomische Vereinigung sowie im folgenden Jahr der Econometric Society. Er war zwischen 1994 und 1998 Chefredaktor des Review of Economic Studies sowie 2006 bis 2008 Redaktor des Journal of Applied Econometrics. 2010 war er Mitorganisator des Weltkongress der Econometric Society, in den Vorjahren war er mehrfach Mitglied des Programmkomitees gewesen. Seit 2010 ist er Fellow der Econometric Society, seit 2014 Mitglied der American Academy of Arts and Sciences und seit 2016 der Academia Europaea. Arellano erhielt 2020 den König-Juan-Carlos-Preis für Wirtschaftswissenschaft.
Aufgrund der Zahl seiner Zitierungen zählt ihn Clarivate Analytics seit 2018 zu den Favoriten auf einen Alfred-Nobel-Gedächtnispreis für Wirtschaftswissenschaften (Clarivate Citation Laureates).
Der Schwerpunkt Arellanos Arbeit liegt im Bereich der Ökonometrie und Arbeitsökonomik. Dabei hat er sich insbesondere mit mathematischen Verfahren bei der Paneldatenanalyse hervorgetan, der gemeinsam mit Stephen Bond Anfang der 1990er Jahre entwickelte Arellano-Bond-Schätzer ist mittlerweile ein weitgebräuchliches Standardverfahren im Rahmen linearer Paneldatenmodelle.